# 服部裕輔
服部 裕輔（はっとり ゆうすけ、1975年4月14日 - ）は、日本の実業家。株式会社Sun Asterisk創業者で、同社代表取締役社長を経て、取締役。

## 人物・来歴
京都府城陽市出身。京都府立南陽高等学校を経て、1998年名古屋大学経済学部卒業、インテリジェンス入社。
インテリジェンス経営戦略本部長、インテリジェンス海外事業担当執行役員兼英創人材服務（上海）有限公司董事表などを経て、2013年アイピース（現Sun Asterisk）を設立し、同社代表取締役社長を務め、コンサルティングやマーケティングなどの事業を手掛けた。
その後、名古屋大学大学院経済学研究科産業経営システム専攻博士課程前期課程修了後、同博士後期課程に進学。江夏幾多郎研究室出身。武田一哉とともに名古屋大学リーディング大学院実世界データ循環学プログラムの運営も担当した。